# Alberto da Padova
Alberto da Padova (né à Padoue à une date inconnue  et mort à Paris en 1323 ou 1328)  est un théologien augustinien italien.

## Biographie
Né à Padoue, il entre dans l'Ordre des ermites de Saint-Augustin et, selon les informations traditionnelles, qui échappent cependant à toute confirmation documentaire, il est l'élève de Gilles de Rome à Paris.
Il a commencé à prêcher très tôt, ce qui lui a valu une renommée durable, comme l'attestent ses sermons, attestés par les nombreux manuscrits qui ont été publiés jusqu'à la fin du XVIe siècle.
Parallèlement à son activité oratoire, il est de tradition que Boniface VIII le nomme prédicateur apostolique en reconnaissance de sa renommée. Il s'illustre également dans les études théologiques. Il est certainement lecteur puis licencié dans l'étude générale augustinienne de Bologne, entre 1317 et 1318 vu que Jourdain de Saxe le cite dans son Liber Vitasfratrum.
En 1318 ou 1319, Alberto da Padova est allé enseigner à Paris, comme l'atteste encore Jourdain de Saxe, et y est mort peu après. Les dates de décès citées mais sans source documentée, situent sa mort le 2 avril ou le 3 juillet, 1323 ou 1328.
Ses concitoyens lui ont dédié un monument et à le considèrent comme l'une de leurs plus grandes gloires, comme l'atteste Michel Savonarole dans son Commentariolus de laudibus Patavii.
Giuliano Pisani, le considère comme l'auteur du programme théologique de la chapelle des Scrovegni et l'identifie comme le religieux tenant sur ses épaules le modèle de la chapelle des Scrovegni dans la grande scène illustrée par Giotto sur la contre-façade.

## Œuvres
- Expositio Evangeliorum dominicalium et festivalium, Venetiis 1476 (et de nombreuses éditions ultérieures) ;
- Expositio super Evangelia quadragesimae, Venetiis 1523 (et diverses autres éditions ultérieures) ;
- Sermones de Sanctis, Parisiis 1544 ;
- Sermones de tempore, Parisiis 1544.
- Expositio super Pentatheucum et les Collationes biblicae sont restées en manuscrit ;
- D'autres ouvrages lui sont attribués par la tradition comme des commentaires sur les épîtres de saint Paul, sur les quatre évangélistes, sur le Libri Sententiarum.